# Німре (Шагба)
Німре (англ. Nimreh, араб. نمرة) — поселення в Сирії, що складає невеличку друзьку общину в нохії Шахба, яка входить до складу однойменної мінтаки Шахба в південній сирійській мухафазі Ас-Сувейда.